# لويس تان
لويس سنيغوا تان (بالإنجليزية: Lewis Singwah Tan)‏ هو ممثل وعارض أزياء ومقاتل فنون قتالية إنجليزي ولد في يوم 4 فبراير 1987 في سالفورد في إنجلترا لأب من أصل سنغافوري صيني وأم إنجليزية. بدأ في التمثيل في سنة 1990، مثل في عدة مسلسلات لنتفليكس مثل القبضة الحديدية ومسلسل إلى داخل الأراضي الوعرة ومسلسل مغتالو وو وفيلم ديدبول 2 في سنة 2018.

## روابط خارجية
- لويس تان على موقع IMDb (الإنجليزية)
- لويس تان على موقع ميتاكريتيك (الإنجليزية)
- لويس تان على موقع روتن توميتوز (الإنجليزية)
- لويس تان على موقع قاعدة بيانات الفيلم (الإنجليزية)